# Болли, Маргарита
Маргарита Болли (15 декабря 1919 года, Базель, Швейцария — 13 октября 2017 года) — советская разведчица, участница движения Сопротивления, радистка Красной капеллы.

## Биография
Родилась 15 декабря 1919 года в Базеле. В октябре 1941 года в Берне познакомилась с Шандором Радо в кафе, где она работала официанткой. Радо посоветовал ей изучить французский язык и освоить машинопись. Позднее, живя у родных в Лозанне, она познакомилась с Александром Футом, обучившим её азбуке Морзе и работе на ключе.
Освоив новую профессию, Болли начала работать у Радо, получая 400 швейцарских франков в месяц. В сентябре 1942 года поселилась в Женеве, готовая выполнять указания Радо, которого знала под кличкой Альберт. С октября 1942 года по март 1943 года получала и передавала шифрограммы, находясь на квартире в доме № 8 по улице Анри Мюссар, куда через супругов Хамель Шандор Радо доставил ей рацию. Аппарат был вмонтирован в корпус патефона. Зашифрованные донесения Маргарита Болли под псевдонимом Роза передавала с полуночи до часа ночи трижды в неделю. Её жалование увеличилось до 600 франков в месяц, дополнительно оплачивались расходы и ремонтные работы.
Приблизительно в середине 1943 года Маргарита Болли познакомилась с парикмахером Гансом Петерсом, агентом-провокатором, сотрудником третьего отдела абвера, которому сообщила название книги, использовавшейся для шифровки. Книга называлась «Всё начиналось в сентябре». Вместе с Петерсом (для отвода глаз) была арестована 13 октября 1943 года, но заявила, что работала на Радо в полной уверенности, что таким образом борется с нацизмом.
Защитником на суде над Болли выступал Жак Шаморель, адвокат из Лозанны. Швейцарский военный трибунал приговорил Маргариту Болли к 9 месяцам тюремного заключения и штрафу в 500 швейцарских франков. Отто Пюнтер внес за неё залог, и радистку освободили. В сентябре 1947 года она переехала в Рим вместе со своим мужем, коммерсантом Артуром Шацем. В 1956 году чета поселилась в Базеле.